# برانچیچ
برانچیچ (به صربی: Brančić) یک منطقهٔ مسکونی در صربستان است که در ییگ واقع شده‌است.